# Saint-Sauveur-de-Landemont
Saint-Sauveur-de-Landemont ([sɛ̃ soˈvœʁ də lɑ̃ˈdmɔ̃] ⓘ) ist eine Ortschaft und ehemalige französische Gemeinde mit 996 Einwohnern (Stand: 1. Januar 2022) im Département Maine-et-Loire in der Region Pays de la Loire. Sie gehörte zum Arrondissement Cholet. Die Einwohner werden Saint-Salvatoriens und Saint-Salvatoriennes genannt.
Der Erlass der Präfektin vom 23. November 2015 legte mit Wirkung zum 15. Dezember 2015 die Eingliederung von Saint-Sauveur-de-Landemont als Commune déléguée zusammen mit den früheren Gemeinden Champtoceaux, Bouzillé, Drain, Landemont, La Varenne, Liré, Saint-Christophe-la-Couperie, und Saint-Laurent-des-Autels zur Commune nouvelle Orée d’Anjou fest.

## Geografie

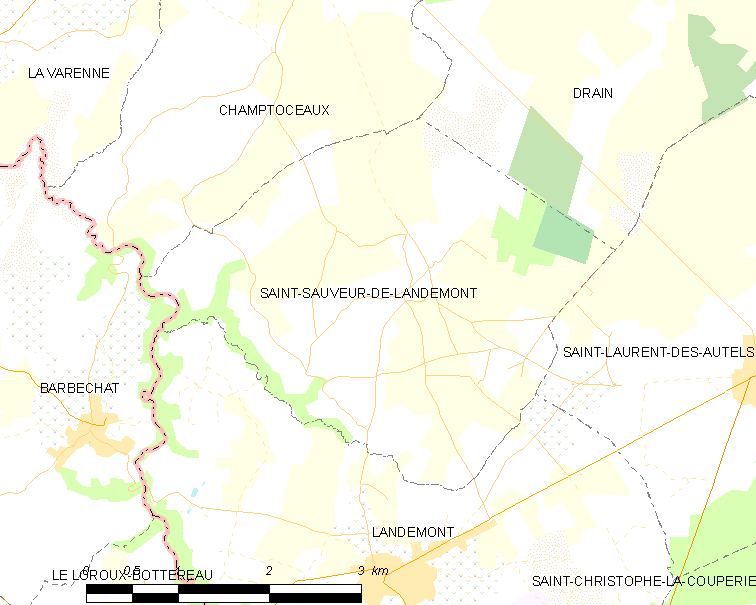
Karte von Saint-Sauveur-de-Landemont

Saint-Sauveur-de-Landemont liegt etwa 57 Kilometer südwestlich von Angers, etwa 38 Kilometer nordwestlich von Cholet und etwa 24 Kilometer ostnordöstlich von Nantes an der Grenze zum benachbarten Département Loire-Atlantique. Der Ort befindet sich in der Région naturelle der Mauges, Teil der historischen Provinz des Anjou.
Der Ort befindet sich an den südöstlichen Ausläufern des Armorikanischen Massivs. Aus geologischer Sicht befindet sich das Ortsareal vollständig auf metamorphem Gestein aus dem unteren Silur.
Das Ortsgebiet liegt im Einzugsgebiet der Loire und wird entwässert von der Divatte, die es im Westen begrenzt, vom zeitweise trockenfallenden Ruisseau de la Thébaudière sowie von kleineren Fließgewässern.
Der Bodenrelief zeigt eine hügelige Landschaft auf einer Hochebene mit einer höchsten Erhebung von 90 m am südöstlichen Rand des ausgedehnten Waldgebiets Forêt de la Foucadière, das einen großen Teil des Nordostens des Ortsgebiets bedeckt. Das Ortszentrum liegt auf etwa 70 m Höhe, der niedrigste Punkt wird mit 13 m im äußersten Westen am Austritt der Divatte aus dem Ortsgebiet gemessen.
Umgeben wird Saint-Sauveur-de-Landemont von einer Nachbargemeinde und vier Communes déléguées von Orée d’Anjou:
| Champtoceaux (Orée d’Anjou)          |                                             | Drain (Orée d’Anjou)                    |
| Divatte-sur-Loire (Loire-Atlantique) | Kompassrose, die auf Nachbargemeinden zeigt | Saint-Laurent-des-Autels (Orée d’Anjou) |
|                                      | Landemont (Orée d’Anjou)                    |                                         |

## Geschichte
Im Jahre 1808 wurde Saint-Sauveur-de-Landemont mit der Gemeinde Landemont zusammengelegt, per Erlass vom 7. Juli 1824 endgültig getrennt.
Erwähnungen mit früherer Formen des Ortsnamens war Ecclesia Sancti Salvatoris (1126, 1145 und 1151).
In gallorömischer Zeit durchquerte die Römerstraße von Montfaucon-sur-Moine nach Champtoceaux das Ortsgebiet.
Die Kirche ist Ende des 11. Jahrhunderts an einer kaum zu erreichenden Stelle auf einem Felsen errichtet und gehörte den Benediktinermönchen aus Champtoceaux und war für das Gebiet der heutigen Pfarrgemeinden von Saint-Sauveur und Landemont zuständig. Die Pfarrgemeinde hatte als Lehnsherr den Baron von Champtoceaux (1696 und 1789) und den Seigneur von La Hamelière (1696). Am Ende des Ancien Régime gehörte die Pfarrgemeinde zum Bistum und Archidiakonat von Nantes, zum Dekanat Clisson, zur Présidial und Élection von Angers sowie zum Einzugsgebiet der Gabelle von Saint-Florent-le-Vieil.
Gleich zu Beginn des Aufstands der Vendée beeilten sich die Einwohner von Saint-Sauveur, ihre Glocke sicherzustellen, indem sie sie nach Landemont verbrachten. Eine gewisse Zahl von Bewohner starb im Laufe des Kriegs oder der Niederschlagung des Aufstands. Am 18. März 1794 zog eine Höllenkolonne vorbei. Eine bestimmte Anzahl von Dorfbewohner versteckte sich im Wald, wurde jedoch entdeckt und ermordet.

## Bevölkerungsentwicklung
| Saint-Sauveur-de-Landemont: Einwohnerzahlen von 1831 bis 2020                                                              | Saint-Sauveur-de-Landemont: Einwohnerzahlen von 1831 bis 2020 | Saint-Sauveur-de-Landemont: Einwohnerzahlen von 1831 bis 2020 | Saint-Sauveur-de-Landemont: Einwohnerzahlen von 1831 bis 2020 | Saint-Sauveur-de-Landemont: Einwohnerzahlen von 1831 bis 2020 |
| --- | ------------------------------------------------------------- | ------------------------------------------------------------- | ------------------------------------------------------------- | ------------------------------------------------------------- |
| Jahr |                                                               |                                                               |                                                               | Einwohner                                                     |
| 1831 | 1831                                                          |                                                               | 752                                                           | 752                                                           |
| 1836 | 1836                                                          |                                                               | 754                                                           | 754                                                           |
| 1841 | 1841                                                          |                                                               | 753                                                           | 753                                                           |
| 1846 | 1846                                                          |                                                               | 784                                                           | 784                                                           |
| 1851 | 1851                                                          |                                                               | 853                                                           | 853                                                           |
| 1856 | 1856                                                          |                                                               | 896                                                           | 896                                                           |
| 1861 | 1861                                                          |                                                               | 895                                                           | 895                                                           |
| 1866 | 1866                                                          |                                                               | 935                                                           | 935                                                           |
| 1872 | 1872                                                          |                                                               | 876                                                           | 876                                                           |
| 1876 | 1876                                                          |                                                               | 938                                                           | 938                                                           |
| 1881 | 1881                                                          |                                                               | 932                                                           | 932                                                           |
| 1886 | 1886                                                          |                                                               | 944                                                           | 944                                                           |
| 1891 | 1891                                                          |                                                               | 888                                                           | 888                                                           |
| 1896 | 1896                                                          |                                                               | 851                                                           | 851                                                           |
| 1901 | 1901                                                          |                                                               | 763                                                           | 763                                                           |
| 1906 | 1906                                                          |                                                               | 742                                                           | 742                                                           |
| 1911 | 1911                                                          |                                                               | 701                                                           | 701                                                           |
| 1921 | 1921                                                          |                                                               | 606                                                           | 606                                                           |
| 1926 | 1926                                                          |                                                               | 639                                                           | 639                                                           |
| 1931 | 1931                                                          |                                                               | 629                                                           | 629                                                           |
| 1936 | 1936                                                          |                                                               | 611                                                           | 611                                                           |
| 1946 | 1946                                                          |                                                               | 641                                                           | 641                                                           |
| 1954 | 1954                                                          |                                                               | 641                                                           | 641                                                           |
| 1962 | 1962                                                          |                                                               | 643                                                           | 643                                                           |
| 1968 | 1968                                                          |                                                               | 597                                                           | 597                                                           |
| 1975 | 1975                                                          |                                                               | 590                                                           | 590                                                           |
| 1982 | 1982                                                          |                                                               | 612                                                           | 612                                                           |
| 1990 | 1990                                                          |                                                               | 587                                                           | 587                                                           |
| 1999 | 1999                                                          |                                                               | 653                                                           | 653                                                           |
| 2006 | 2006                                                          |                                                               | 806                                                           | 806                                                           |
| 2013 | 2013                                                          |                                                               | 923                                                           | 923                                                           |
| 2020 | 2020                                                          |                                                               | 976                                                           | 976                                                           |
| Quelle(n): EHESS/Cassini bis 1999, INSEE ab 2006 Anmerkung(en): Ab 1962 offizielle Zahlen ohne Einwohner mit Zweitwohnsitz |                                                               |                                                               |                                                               |                                                               |

## Sehenswürdigkeiten

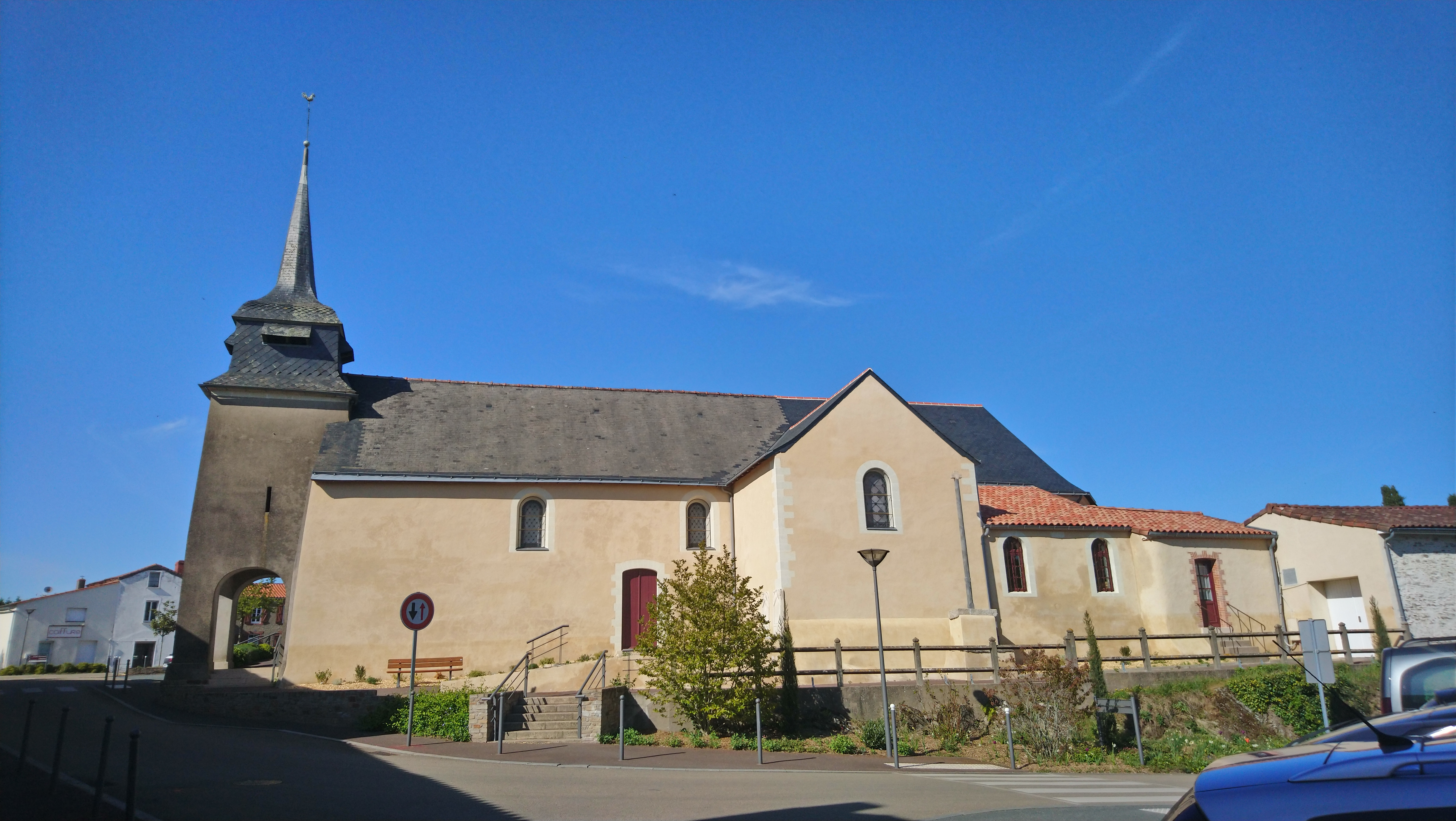

- Pfarrkirche Saint-Sauveur aus dem 13. Jahrhundert
- Schloss La Colaissière aus dem 13. Jahrhundert
- Schloss La Guiletière